# West Kootenay-Nelson (circonscription britanno-colombienne)
Pour les articles homonymes, voir Kootenay (homonymie) et Nelson.
Circonscription électorale provinciale du Canada
West Kootenay-Nelson est une ancienne circonscription provinciale de la Colombie-Britannique représentée à l'Assemblée législative de la Colombie-Britannique de 1898 à 1903.

## Géographie
La circonscription était située dans le sud-est de la province.

## Liste des députés
| Législature                                                                 | Années                                                                      | Député                                                                      | Député                                                                      | Parti                                                                       |
| West Kootenay-Nelson Issue de West Kootenay North et de West Kootenay South | West Kootenay-Nelson Issue de West Kootenay North et de West Kootenay South | West Kootenay-Nelson Issue de West Kootenay North et de West Kootenay South | West Kootenay-Nelson Issue de West Kootenay North et de West Kootenay South | West Kootenay-Nelson Issue de West Kootenay North et de West Kootenay South |
| --------------------------------------------------------------------------- | --------------------------------------------------------------------------- | --------------------------------------------------------------------------- | --------------------------------------------------------------------------- | --------------------------------------------------------------------------- |
| 8e                                                                          | 1898–1900                                                                   |                                                                             | John Frederick Hume                                                         | Opposition                                                                  |
| 9e                                                                          | 1900–1903                                                                   |                                                                             | John Houston                                                                | Progressiste                                                                |
| Circonscription abolie, voir : Nelson City                                  |                                                                             |                                                                             |                                                                             |                                                                             |